# De Soto (Kansas)
Pour les articles homonymes, voir De Soto.
La ville américaine de De Soto est située dans les comtés de Johnson et Leavenworth, dans l’État du Kansas, sur la rivière Kansas. Sa population était de 4 561 habitants lors du recensement de 2000. Coordonnées géographiques : 38° 57′ 54″ N, 94° 57′ 44″ O.
Selon l'United States Census Bureau, la ville couvre une surface de 29,3 km2.